# Кендуджхар (округ)
Кендуджхар (англ. Kendujhar) или Кеонджхар (англ. Keonjhar) — округ в индийском штате Орисса. На территории округа ранее располагалось одноимённое туземное княжество. Административный центр — город Кендуджхар. Площадь округа — 8240 км². По данным всеиндийской переписи 2001 года население округа составляло 1 561 990 человек. Уровень грамотности взрослого населения составлял 59,2 %, что соответствовало среднеиндийскому уровню (59,5 %). Доля городского населения составляла 13,6 %.